# 頻率補償
电子工程中的頻率補償（Frequency compensation）是應用在放大器電路（特別是有負回饋的放大器電路）中的技巧。頻率補償有二個主要目的：避免在無意中產生正回饋（會造成放大器的電子振盪），並且控制放大器在階躍響應下的过冲和振鈴。頻率補償也常用來改善單极点系統的带宽。

## 說明

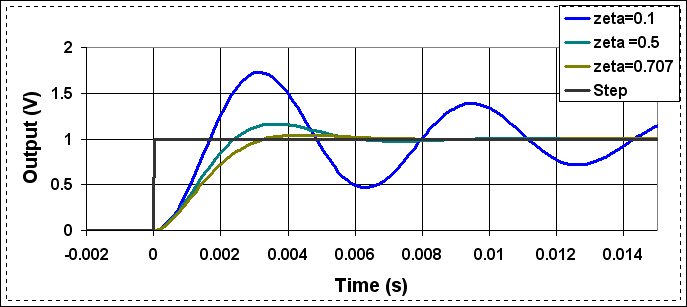
圖1：二極點放大器電路在不同補償下的階躍響應。參數ζ可以用補償電容器調整。ζ較小時反應較快，但振鈴和過沖會較大

大部份的放大器電路都會用負反饋，在增益和其他理想特性之間取捨，理想特性有扭曲量較小、抗雜訊能力變強，或是系統特性不容易隨溫度而變化。理想上，放大器频率响应中，其相位特性會是線性的，不過因為設備的限制，這在物理上是無法達到的。因為放大器增益段的電容，每增加一個极点會使輸出信號落後輸入90°。若相位落後累積到180°，輸出信號會和輸入信號反相位，此時的反饋就屬於正反饋，不是負反饋了。若增益夠大的話，輸出信號的反饋到輸入信號，會讓放大器振盪。頻率補償的目的就是要避免這類的問題。
頻率補償的另一個目的是要控制放大器電路的階躍響應，如圖一所示。以電壓放大器為例，若輸入是階躍訊號，理想上輸出信號也會是階躍訊號。不過因為放大器的頻率響應，其輸出不會是理想的階躍訊號，會出現振鈴。一般常會用幾個性能指標來描述階躍響應。一個是輸出的上昇時間，理想上越短越好。另一個是安定時間，是輸出維持在最終值附近的時間，也是越短越好。輸出訊號可能會有过冲（輸出超過最終值的程度），理想上過沖越小越好。這些性能指標常常是互相衝突的，因此需要最佳化方式。
頻率補償可以最佳化階躍響應，是一種可以極點分離的方法。

## 應用在運算放大器上
由於運算放大器無所不在，也可以配合反饋使用，以下的討論會以運算放大器的頻率補償為主。
需要知道的是，就算是最簡單的運算放大器，其輸出都至少有二個極點。因此在特定的臨界頻率時，其放大器輸出信號的相位和輸入信號的相位會差-180度。若此時的增益是1，甚至大於1，就會出現振盪。原因是
1. 反饋是接在運算放大器的反相輸入，因此又增加了−180度的相位，使相位差變成−360°
2. 增益夠大，足以引發振盪。

更準確的說法是：運算放大器會共振在開迴路增益等於閉迴路增益的頻率，若在此頻率下
1. 放大器的開迴路增益≥ 1
2. 開迴路信號相位和回授電路的相位響應相差−180°

若以數學來表示
 ΦOL – ΦCLnet = −180° 

### 實務
頻率補償是調整放大器開迴路輸出，或回授電路（也可能兩者都修改）的增益和相位特性，以避免會造成振盪的條件。這多半是靠加入內部或外部的電阻—電容網路來實現。

### 主極點補償
最常用的方式稱為主極點補償（dominant-pole compensation），屬於落後補償（lag compensation）。這是外部補償技術，用在閉迴路增益比較低的應用。此作法會將極點放在開迴路響應中比較低的頻率，以降低小於或等於下一個極點頻率的放大器增益，使其低於1（0 分貝）。最低頻率的極點稱為主極點 (dominant pole），因為此極點會主控所有較高頻極點的效果．其結果在放大器的增益為1或小於1時，其開迴路輸出相位和回授網路（沒有電感性元件）的相位差不能低於−180°，以確保其穩定性。
主極點補償可以用加上積分電容器的通用運算放大器實現。電容器會產生一個極點，極點的頻率夠低，讓下一個較高極點頻率的增益可以降到1（0 dB）。其結果是相位裕度大約45°，依此極點和較高頻極點頻率的距離而定。 此裕度要大到可以避免常見回授組態中常見的振盪。此外，主極點補償也可以控制在階躍響應下的过冲和振鈴，這比單純針對穩定性要求更嚴格的要求。
補償方式描述如下：
令A是運算放大器在開迴路組態下未補償的傳遞函數，其公式如下：
{\displaystyle A(s)={\frac {A_{OL}\omega _{1}\omega _{2}\omega _{3}}{(s+\omega _{1})(s+\omega _{2})(s+\omega _{3})}}}
其中
AOL是運算放大器的開迴路增益
{\displaystyle \omega _{1},\omega _{2},\omega _{3}}是增益掉到 -20dB、-40dB和-60dB的頻率。
因此，為了補償，會加入有RC電路的運算放大器，以加入主極點
其補償後的傳遞函數如下：
其中fd < f1 < f2 < f3

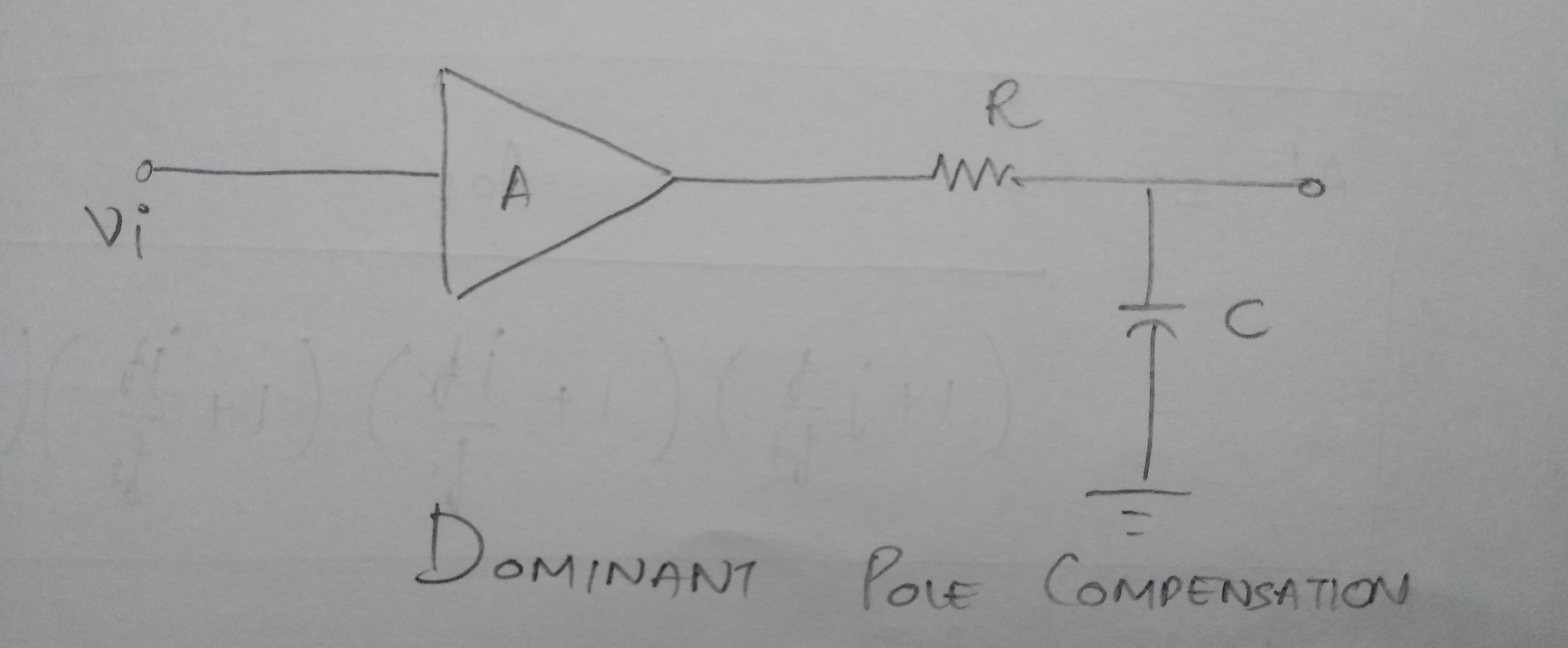
主極點補償的開迴路運算放大器示意圖

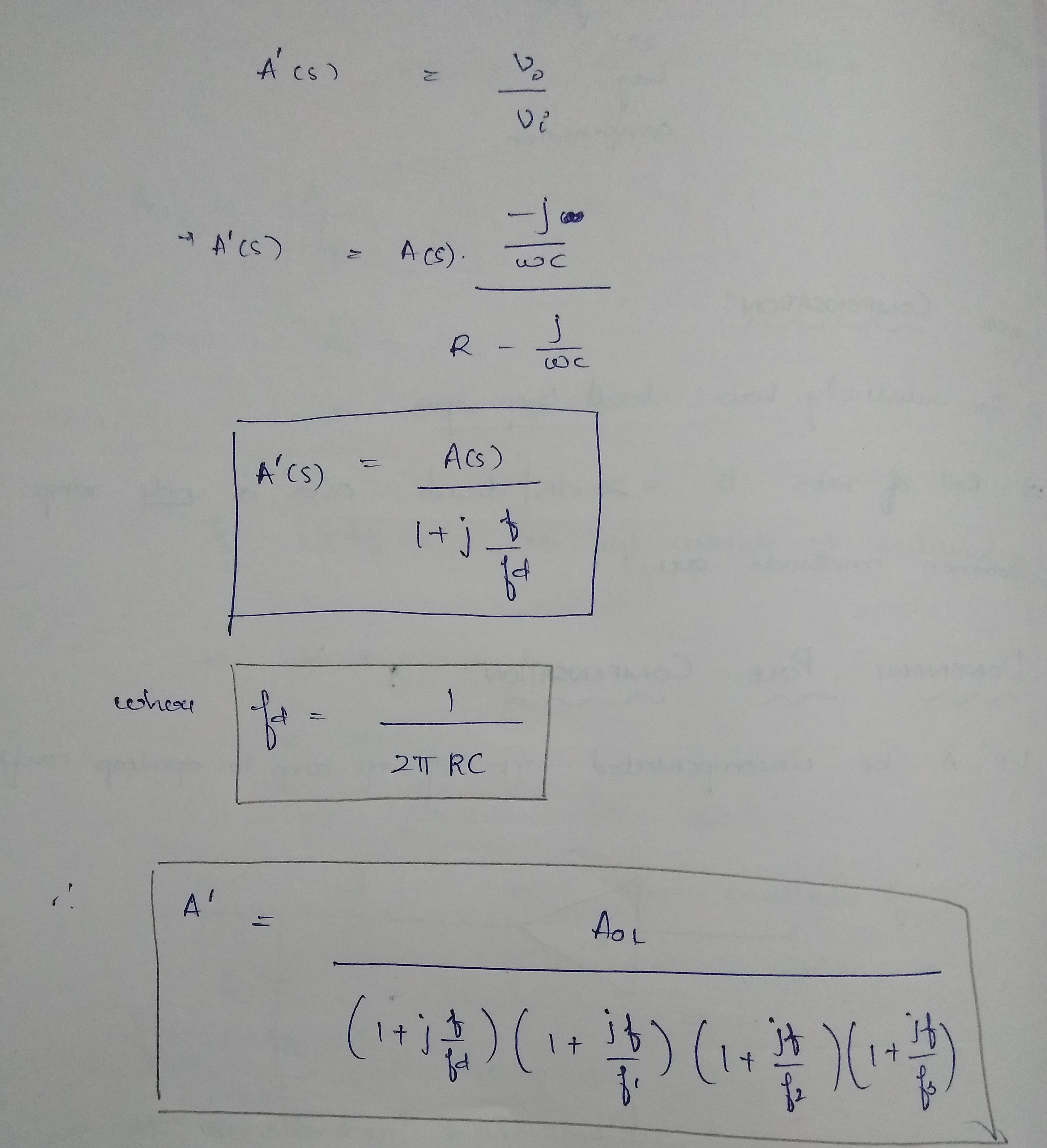
TF after Dominant pole compensation

補償電容器C的值需要使fd < f1。因此，主極點補償後的頻率響應會在小於fd部份為1，在大於fd部份會往降低。
主極點補償的優點為：
1. 此方式簡單有效

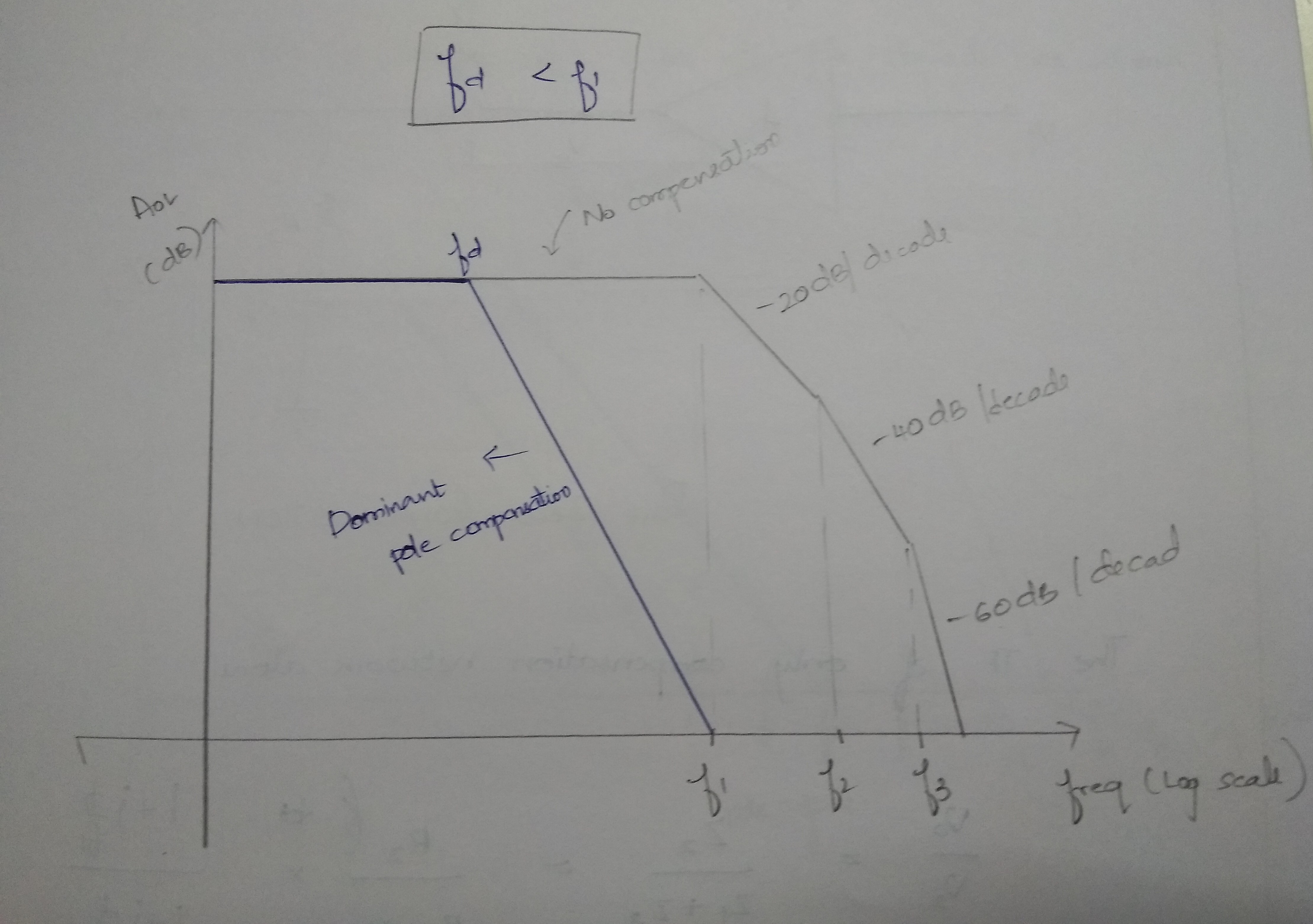
主極點補償後的頻率響應

2. 在頻寬以外的增益降低，可以提昇雜訊免疫能力。

主極點補償的缺點為：
1. 主極點補償降低放大器的頻寬，因此在較高頻率的開迴路增益較低。因此在高頻時的失真校正能力會比較弱。
2. 此方式會降低放大器的电压转换速率（英语：slew rate），因為是需要將電容器充電。因此會讓放大器無法在高振幅下精確的輸出快速變化的資料。

主極點補償可能會產生一種稱為極點分離的現象。加入主極點後，會讓未補償時的最低頻率極點會移到更低的頻率，成為了主極點，未補償時的較高頻率極點會移到更高的頻率。為了避免這種缺點，會會使用極零點補償（pole zero compensation）。

### 其他方式
其他補償方式有：超前補償、超前-滞后补偿器以及前饋补偿。
超前補償（Lead compensation） 主極點補償是在開迴路響應中加入或調整極點，而超前補償是加入零點。在開迴路響應中可以和已有的極點相消。
超前-滞后补偿器（Lead–lag compensation） 在開迴路響應中加入一個零點和一個極點。極點一般會在開迴路增益小於1的頻率。
前饋（Feed-forward）補償會用電容來在高頻時旁路放大器的一極，消除此極產生的極點。
這三種方式的目的是增加開迴路頻寬，並維持閉迴路的穩定性。常用來補償高增益、寬頻寬的放大器。